# Зелений палац

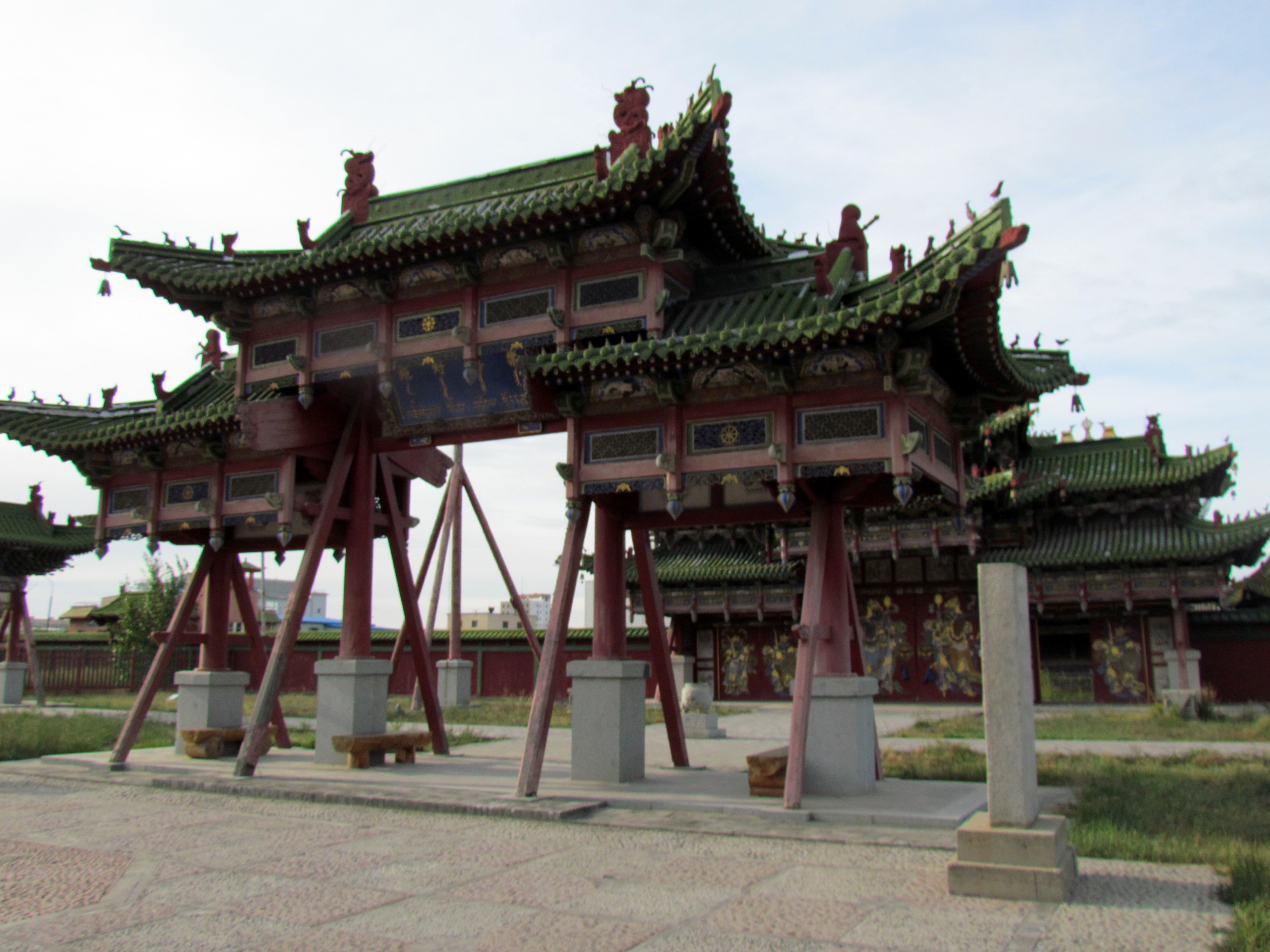
Південна брама та головна брама Зеленого палацу

Зелений палац (ᠨᠣᠭᠣᠭᠠᠨ ᠣᠷᠳᠣᠨ Nogoon Ordon) — імперська зимова резиденція Богдо-хана, правителя Монголії, розташована в Улан-Баторі. Через своє розташування його також називали «Зеленим храмом річки».
Всередині комплексу знаходиться палац-музей Богдо-хана, розташований в будівлі Зимового палацу. Крім того, що це найстаріший музей, він також вважається музеєм з найбільшою в Монголії колекцією. Палац єдине, що залишився від перших чотирьох резиденцій Богдо-хана.

## Історія

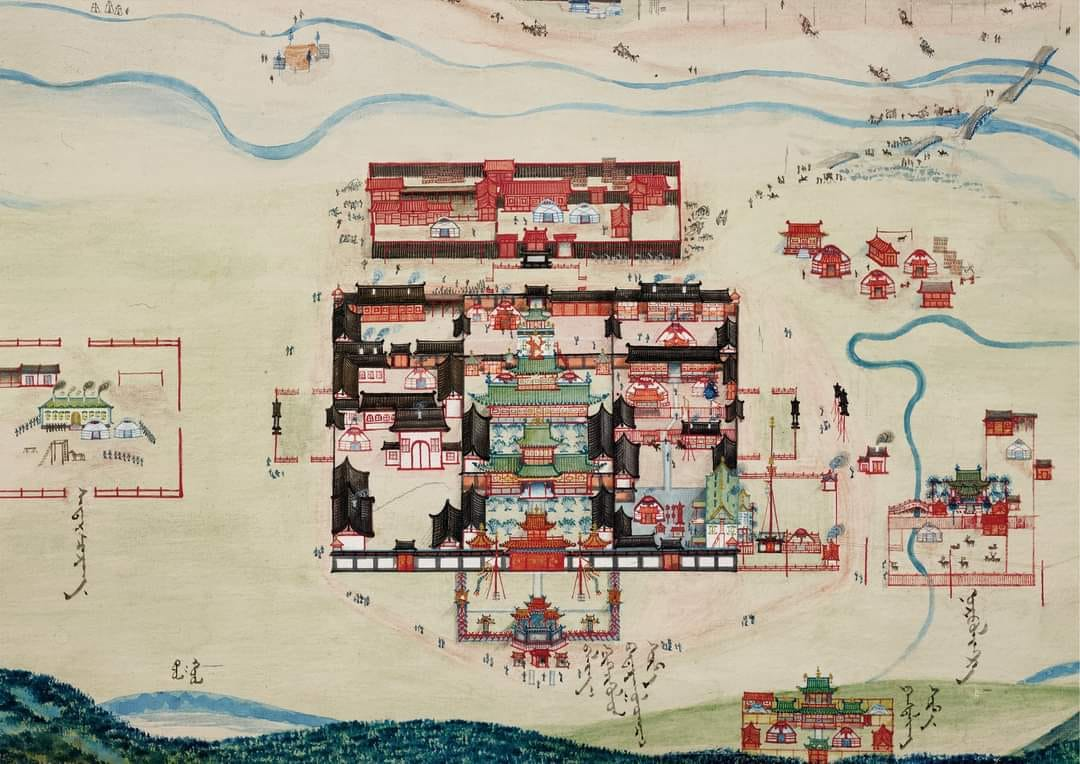
Вигляд палацу з висоти пташиного польоту, картина Югдера (1913)

У старому місті Іх-Хурі, коли воно стало постійною столицею, було багато палаців і дворянських резиденцій у районі під назвою Öndgiin sürgiin nutag. Богдо-хан мав чотири головні імперські резиденції, розташовані між річками Дунд Гол і Туул. Головною резиденцією був Жовтий палац (ᠰᠢᠷ᠎ᠠ ᠣᠷᠳᠣᠨ Shar ordon) у центрі. Літній палац називався Erdmiin dalai buyan chuulgan süm або Bogd khaanii serüün ord. Іншими палацами були Білий палац (Tsagaan süm) і палац Панделін (також званий Naro Kha Chod süm), який був розташований на лівому березі річки Туул. Деякі з палаців також використовувалися для релігійних цілей.
Побудований між 1893 і 1903 роками, комплекс складався з головних воріт на півдні та внутрішнього двору, огородженого муром, центрального двору з головним залом для аудиторій і храмом, а також двох бічних дворів на сході та заході. Через дорогу на північ лежав інший комплекс. Останньою доданою спорудою був Зимовий палац у східному дворі, двоповерхова біла будівля як сучасна резиденція Богда-хана. Він був побудований у 1905 році, і зараз тут розміщено музей з експонатами, пов’язаними з монгольським імператорським двором.
Його великий монументальний живопис виконав Балдугійн Шарав і зберігається в Музеї імені Дзанабадзара.
Зелений палац є однією з небагатьох історичних пам'яток Монголії, яка не була повністю зруйнована радянськими або комуністичними військами. Проте більшість будівель східного та західного дворів було втрачено, зберігся лише центральний двір.
Палацовий комплекс складається із Зимового палацу, Брами миру і щастя, Охолоджувального павільйону та шести храмів, кожен з яких містить буддійські твори мистецтва, священні писання та тхангки  такі як храм Найдан і храм Макранц. Загалом палацовий комплекс складається з 20 споруд. Музей має близько 8600 експонатів і щороку приймає понад 40 000 відвідувачів. На виставці представлено багато речей Богдо-хана, таких як його трон і ліжко, колекція творів мистецтва та опудал тварин, багато прикрашена церемоніальна юрта, пара церемоніальних чобіт, подарованих хану російським царем Миколою II, і регалії, прикрашені коштовностями. У наш час комплексом керує Міністерство освіти, культури, науки і спорту Монголії.

## Галерея

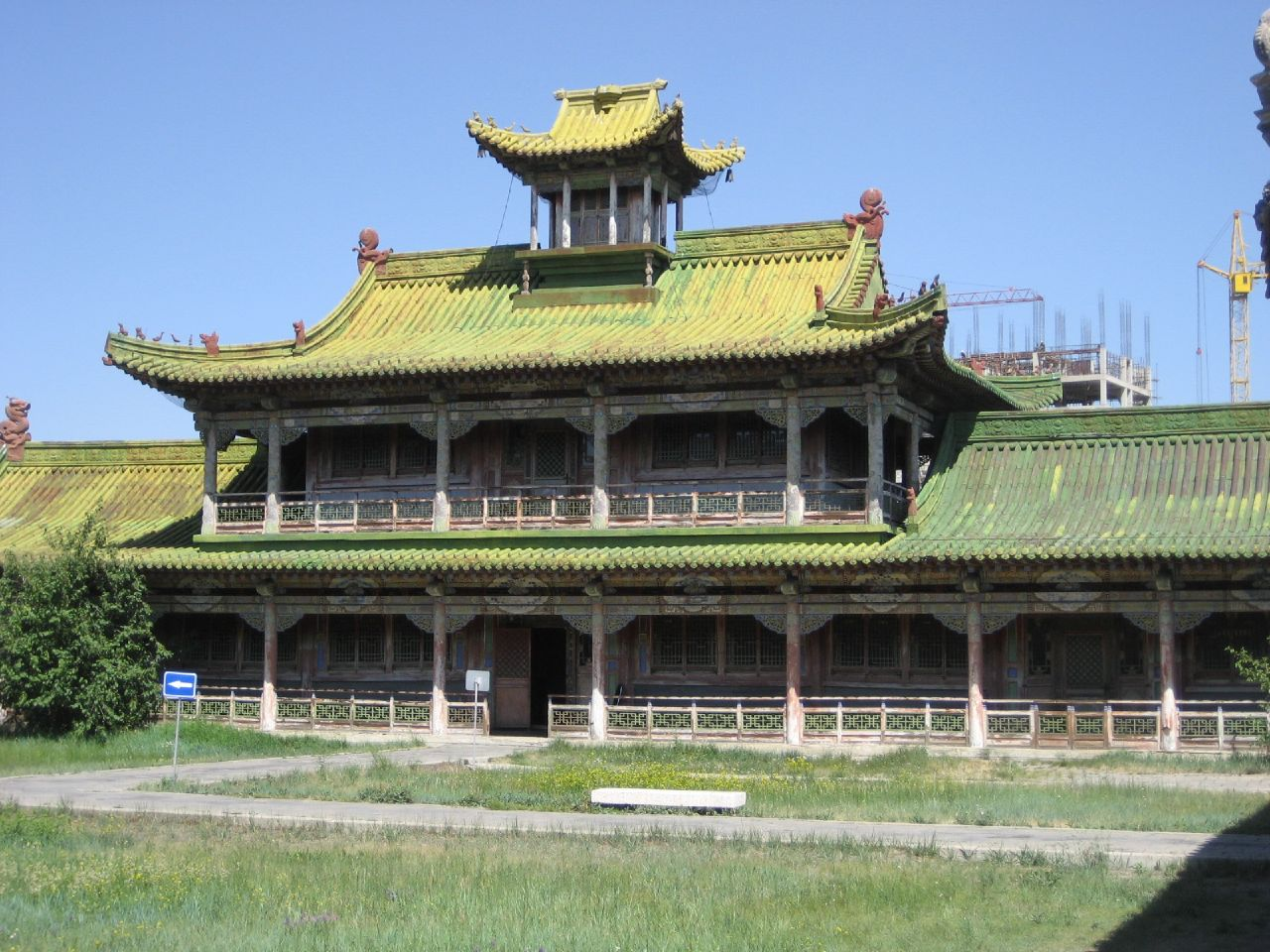
Основний зал
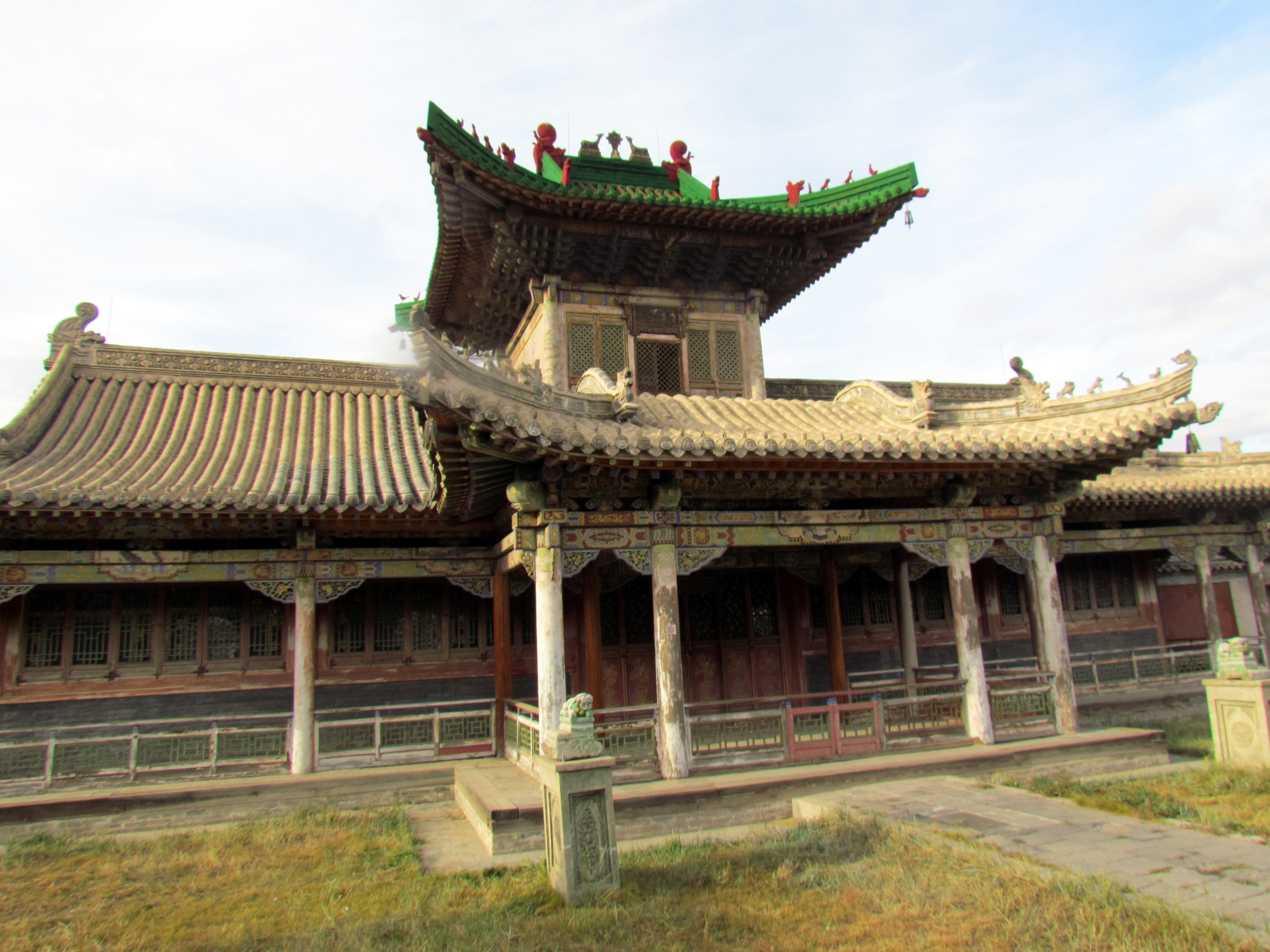
Другий зал і храм
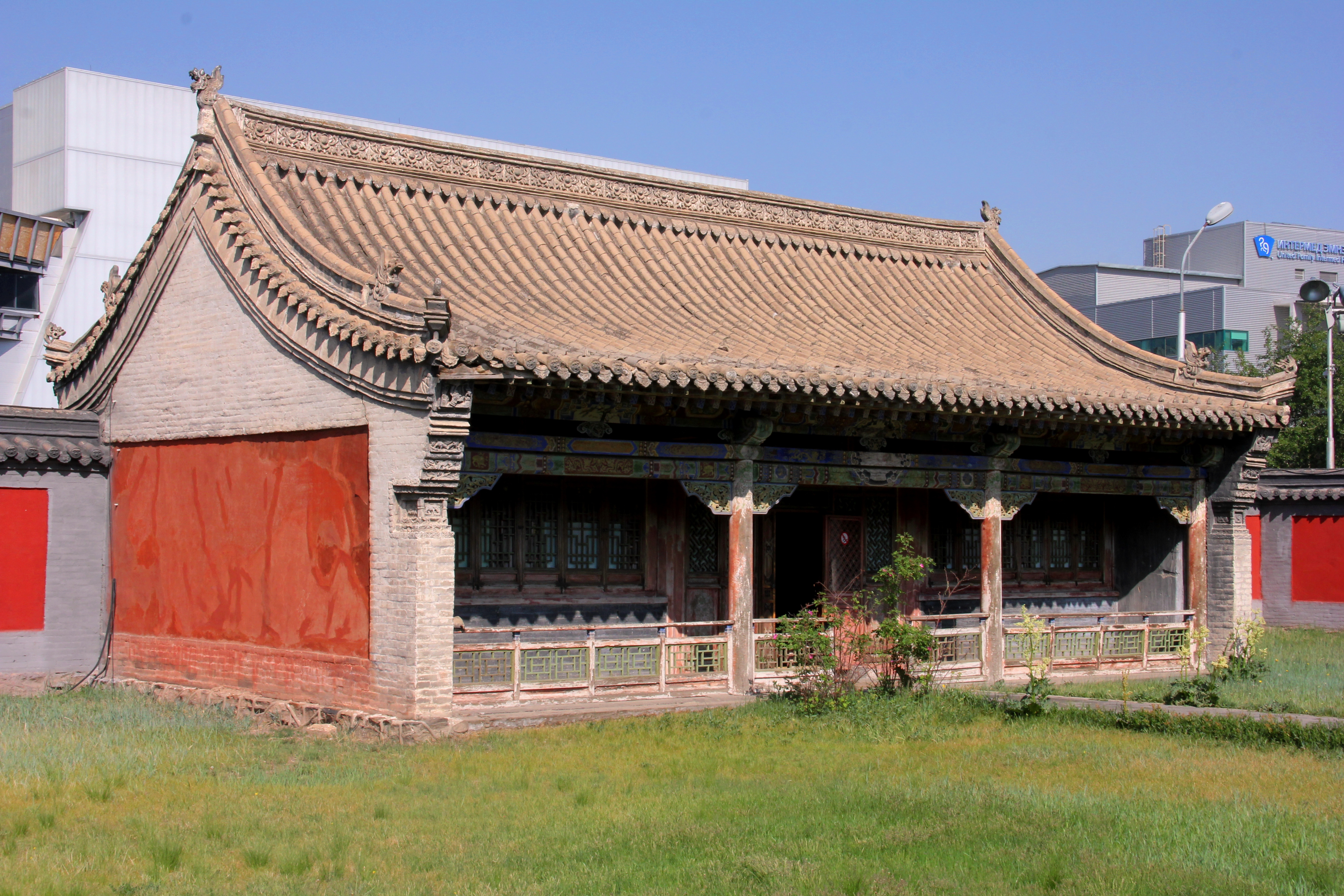
Бічний хол
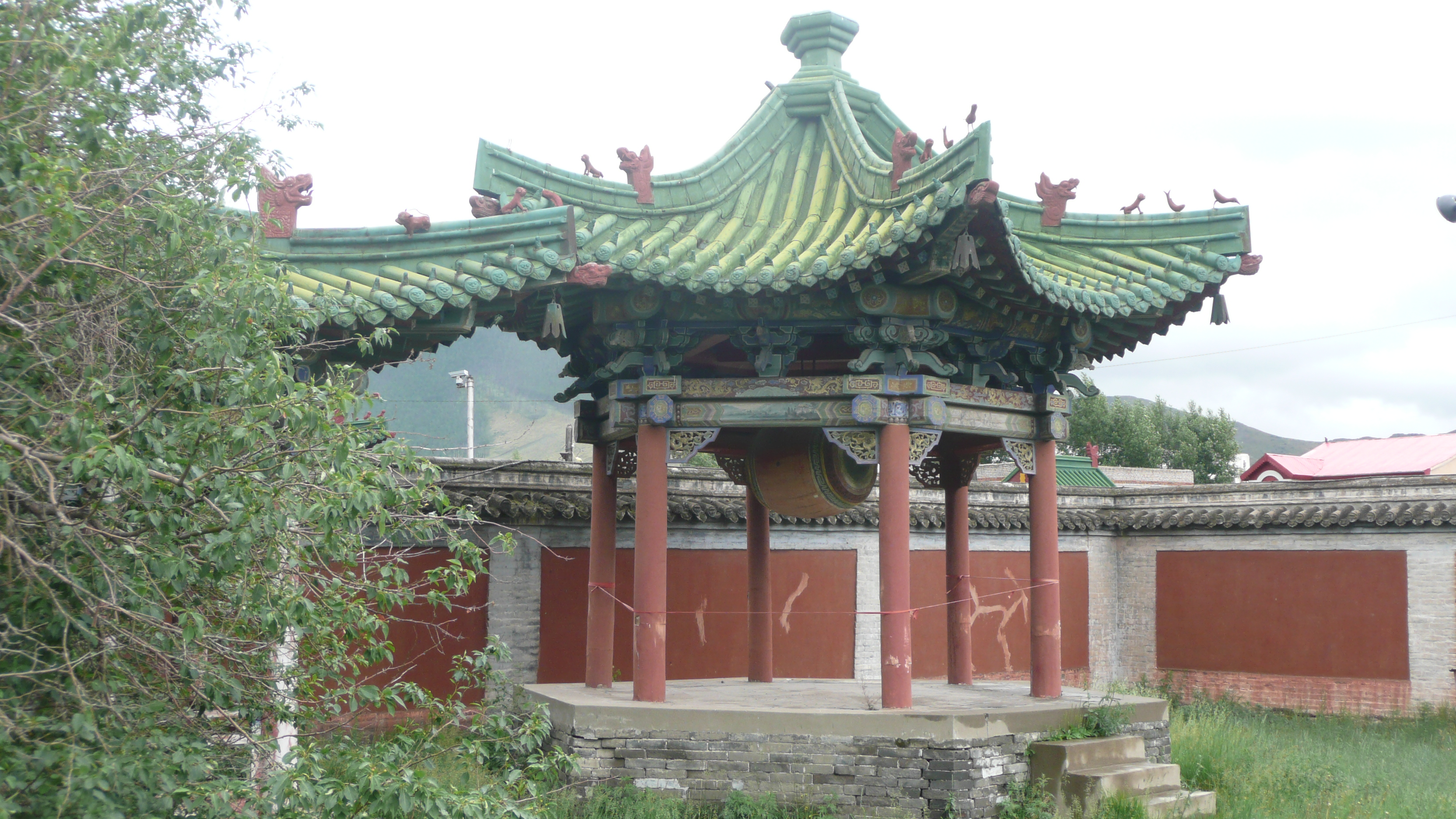
Павільйон
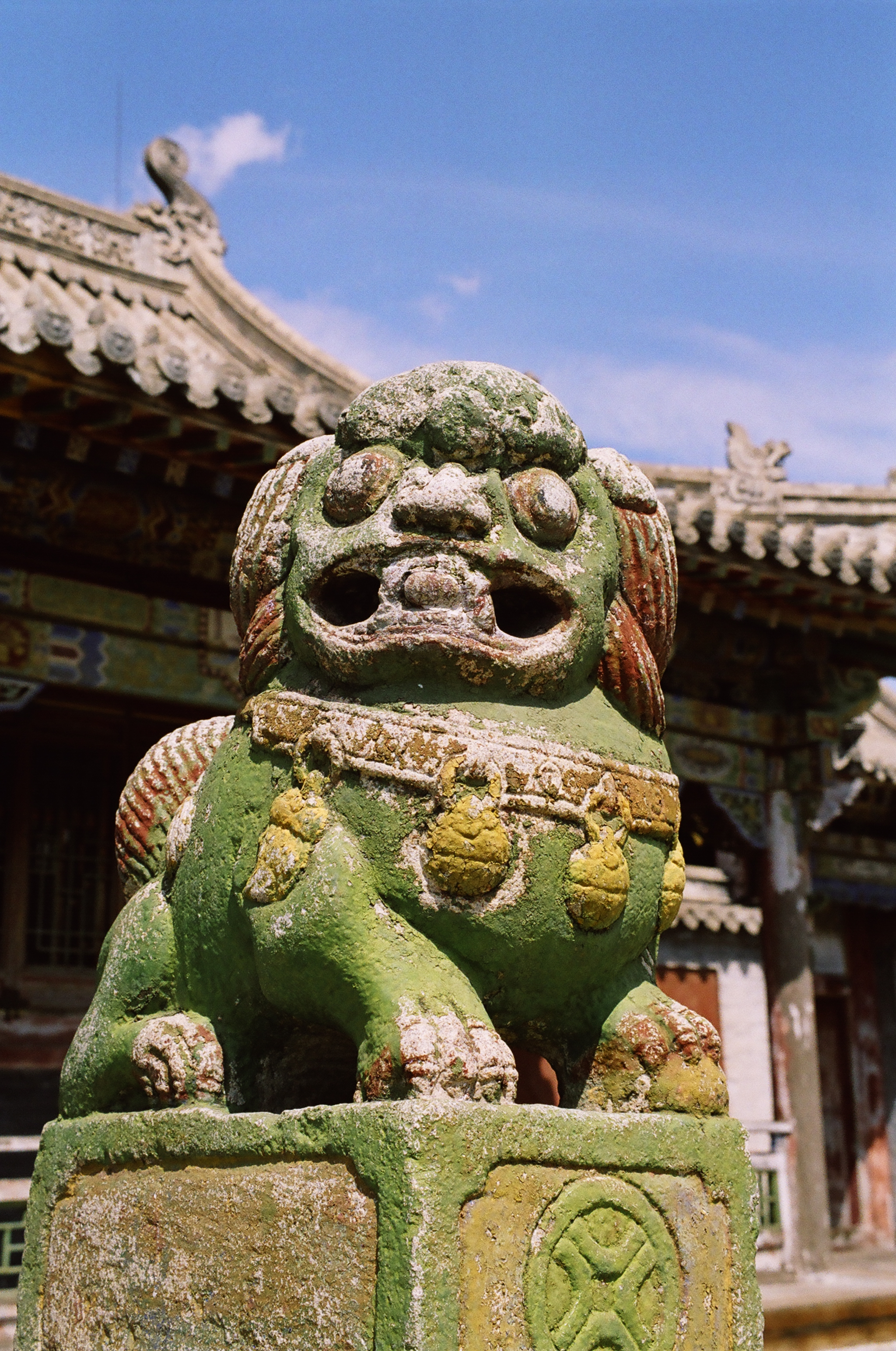
Кам'яний лев охоронець
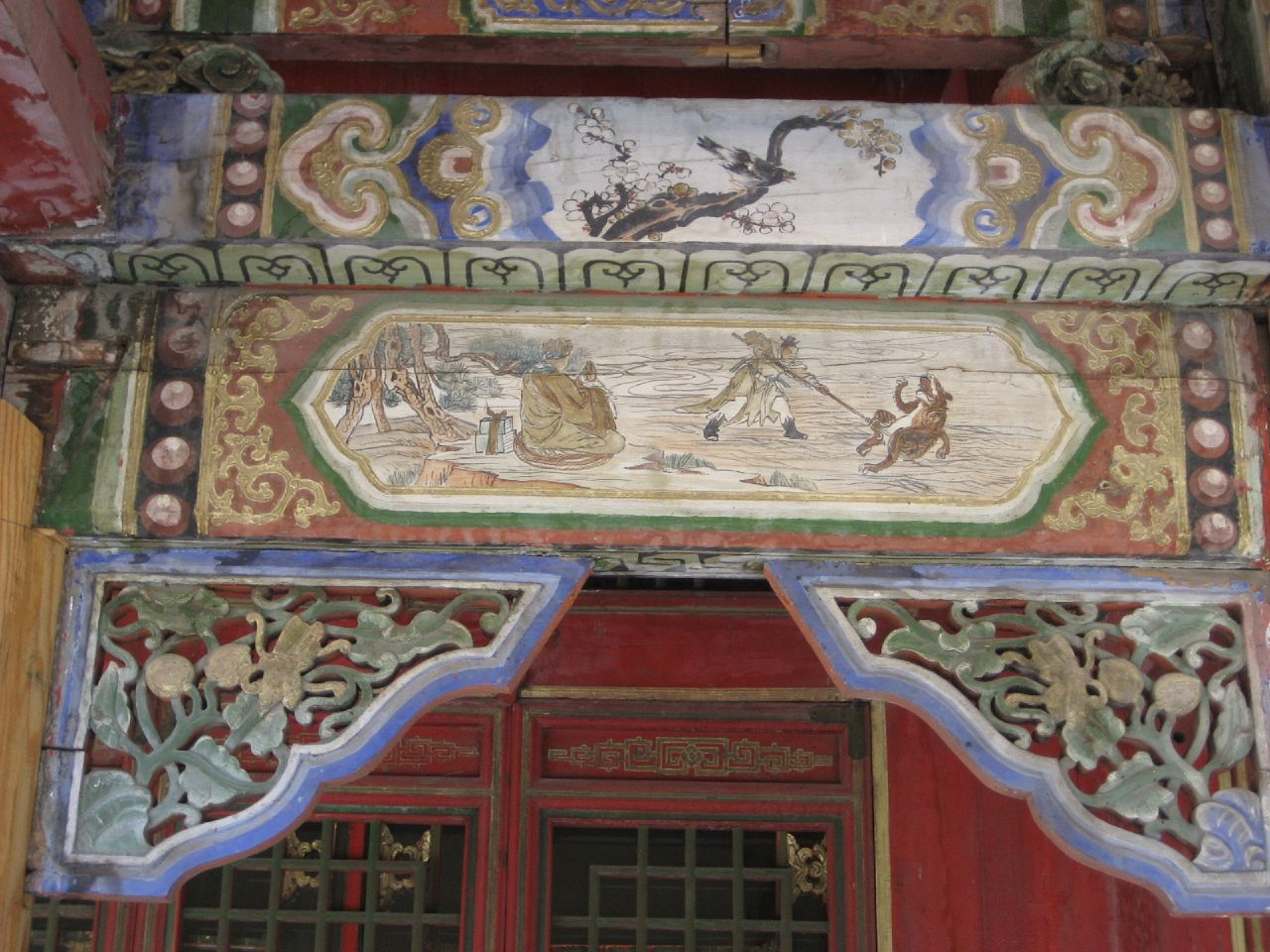
Фрагмент зображення в залі
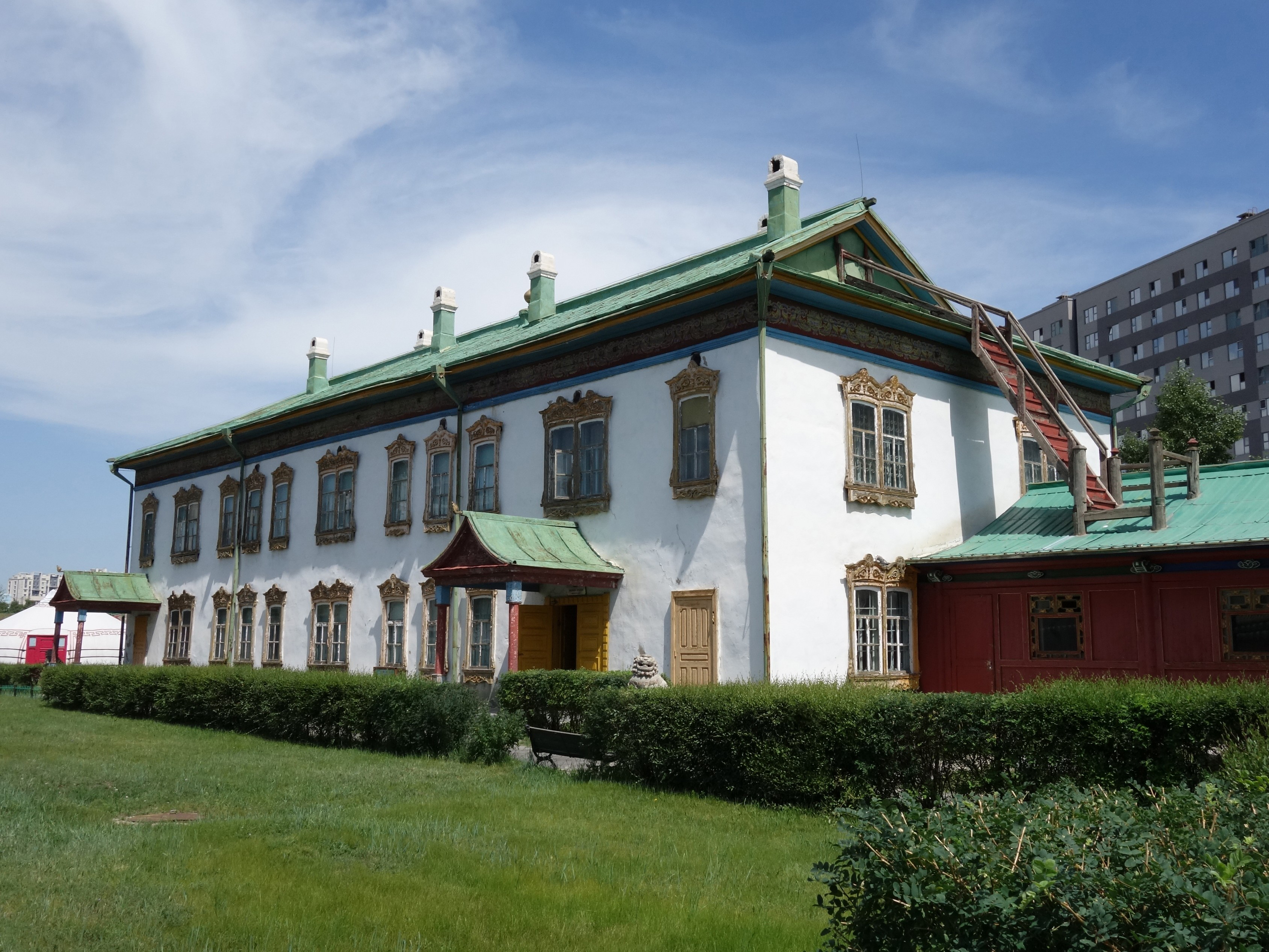
Зимовий палац
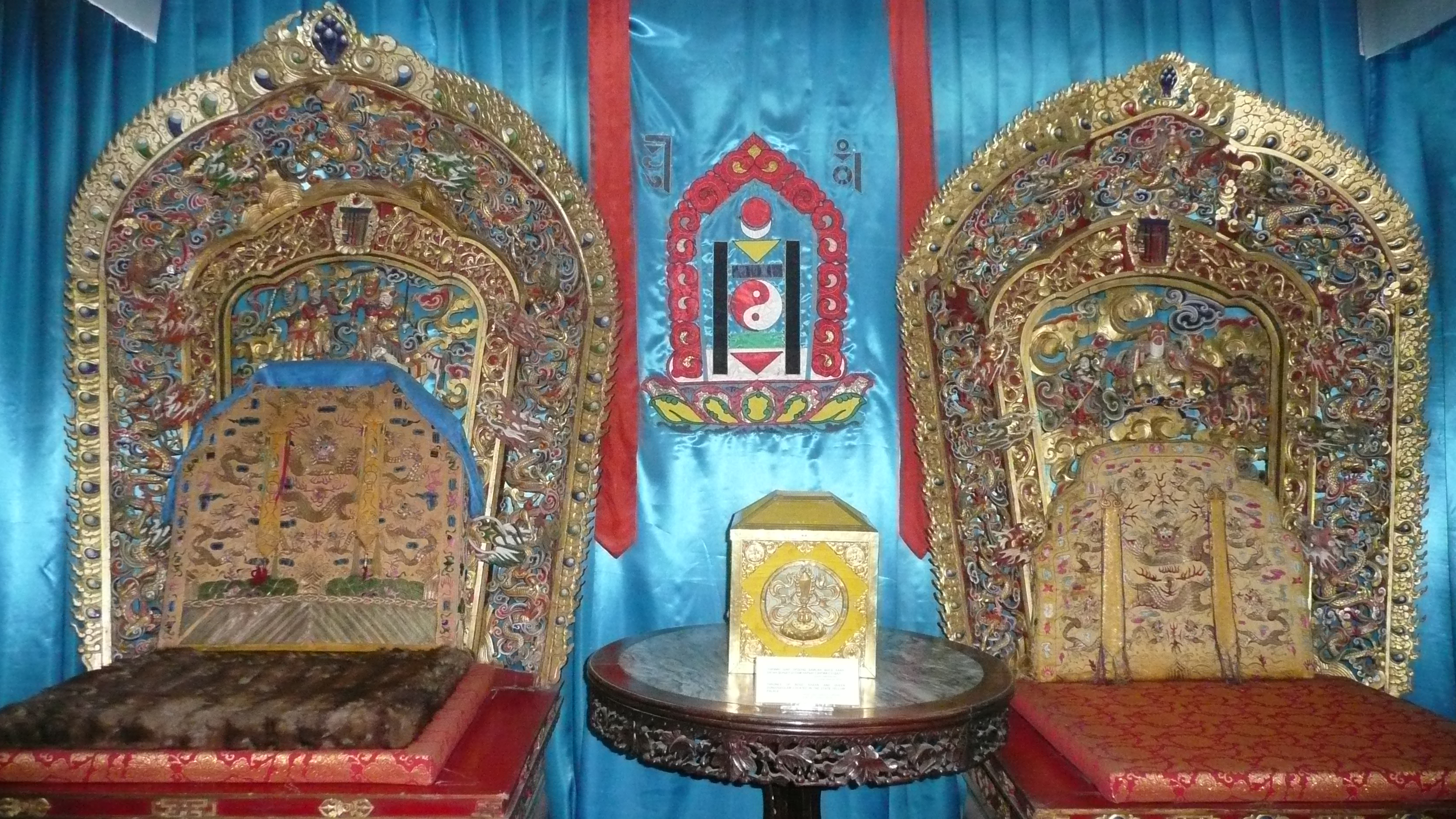
Трон Богда-хана і цариці
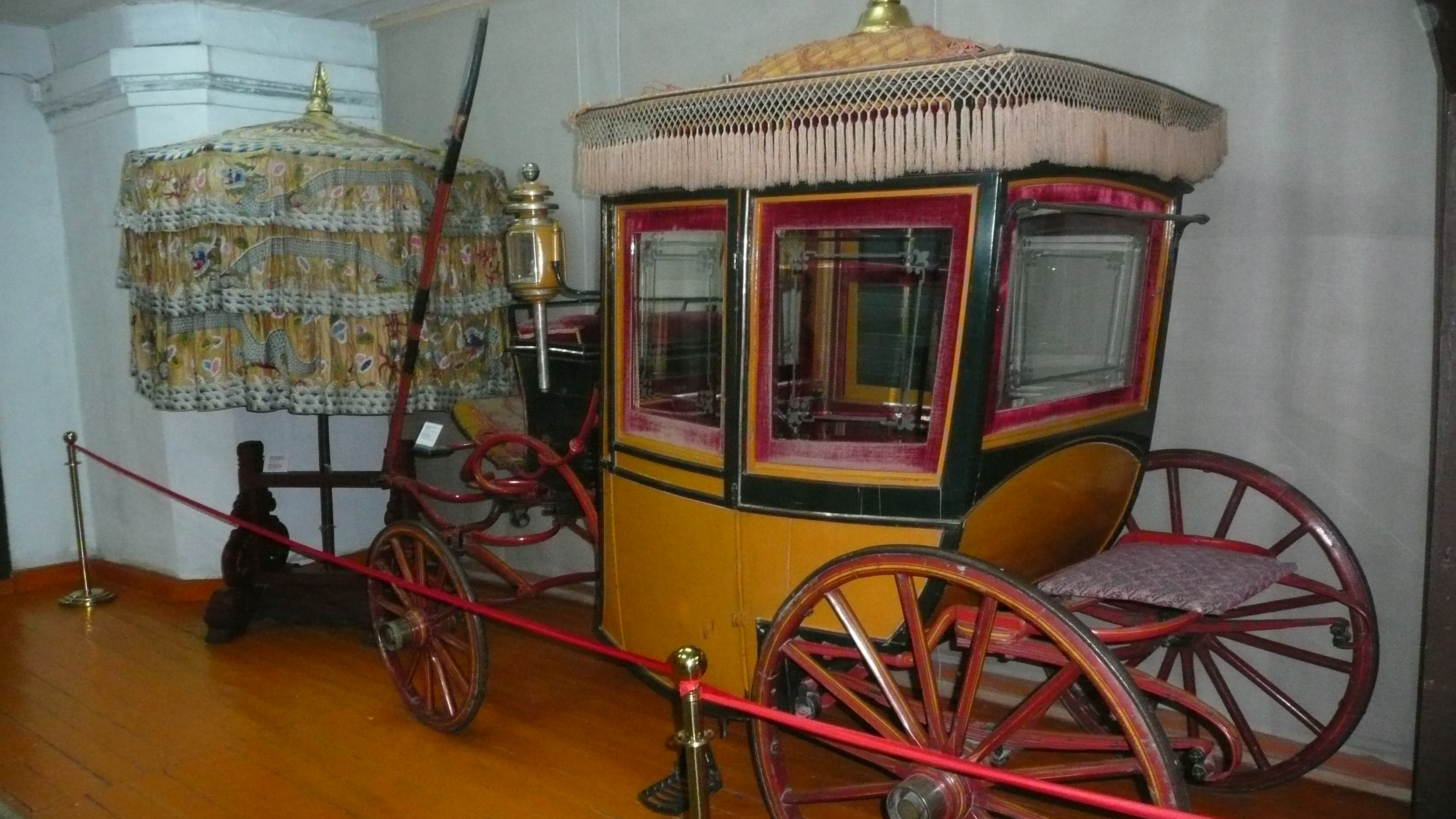
Королівська карета і жовта державна парасолька